# Dominik Ździebło
Dominik Ździebło, ps. Kordian (ur. 31 lipca 1914 w Pochwaciu, zm. 13 stycznia 1962 w Katowicach) – polski żołnierz Armii Krajowej, oficer rezerwy.

## Życiorys
Urodził się we wsi Pochwacie, obecnie części Jastrzębia-Zdroju.
Uczęszczał do Państwowego Gimnazjum w Rybniku (obecnie I Liceum Ogólnokształcące im. Powstańców Śląskich w Rybniku). W 1933 roku uzyskał tam maturę. Studiował na Akademii Handlowej w Krakowie, gdzie ukończył wydziały ogólnohandlowy, samorządowy i pedagogiczny.
W 1938 rozpoczął szkolenie w Dywizyjnym Kursie Podchorążych Rezerwy w Brześću. Ukończył je z piątą lokatą w zakresie specjalizacji przeciwpancernej.
Kampanię wrześniową odbył w stopniu podporucznika jako dowódca plutonu 183 pułku piechoty wchodzącego w skład Samodzielnej Grupy Operacyjnej „Polesie” generała Kleeberga. Dostał się do niewoli niemieckiej, lecz uciekł do Krakowa, a następnie w mundurze polskiego oficera dotarł do rodzinnego Jastrzębia-Zdroju. Był w Krakowie dowódcą największego zgrupowania Armii Krajowej o nazwie „Żelbet”. Po wojnie zalegalizował jedno z fałszywych nazwisk używanych w czasie okupacji i od tego czasu używał podwójnego nazwiska Danowski-Ździebło. Działał w Związku Bojowników o Wolność i Demokrację.
Odznaczony przez Rząd w Londynie Orderem Virtuti Militari. Był mężem Heleny Klimas, zesłanej na Sybir w 1940, żołnierzem Pomocniczej Służby Kobiet w Armii generała Andersa. Mieli trzech synów: Jana, Zbigniewa i Jacka.

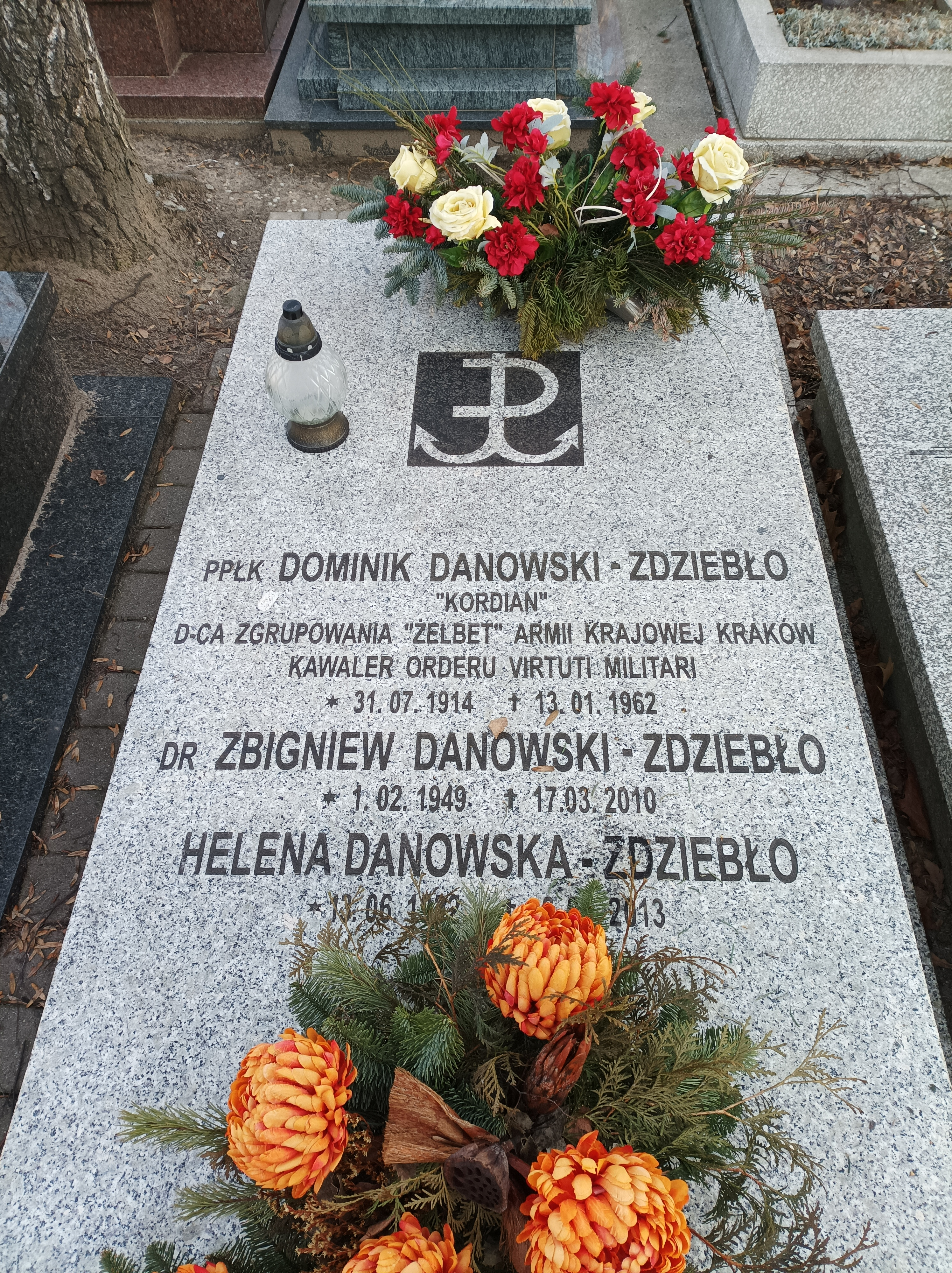
Grób Dominika Ździebły na cmentarzu przy ul. Francuskiej w Katowicach